# 残忍笑话

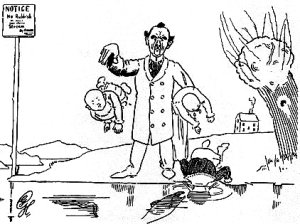
約翰·懷特·亞歷山大(John White Alexander) 創作的《無情之家的無情童謠》中的詩《父親聽到他的孩子們尖叫》繪製的插圖。

残忍笑话是一类主题残酷且令人毛骨悚然的笑話。该类型笑话也是一種黃色笑話。以下为残忍笑话的例子：

- 妈妈，为什么爸爸还在睡觉？
- 闭嘴，接着挖坑就行了。 

- 妈妈，为什么爸爸游得这么快？
- 闭嘴，重新上子弹。 

在美国文化中，这类笑话最早出現于1930年代，在当时被称作“小奥黛丽笑话”（Little Audrey Jokes），1950年代又出现了更多此类笑话，很多都以“闭嘴…”为笑点句的开头。Sutton-Smith表示，这些令人毛骨悚然的笑话与19世纪的小威利韵文有些類似。据信，英国诗人哈里·格雷厄姆的著作《无情的童谣》（Ruthless Rhymes for Heartless Homes，1899年）是小威利韵文以及其他恶俗幽默的源头。
这些恶俗笑话中有一大部分都以家庭内部敌对作为主题，强调无爱与暴力。学者約瑟夫·博斯金将这一现象归因为社会巨变导致的家庭内部紧张局面加剧：双职工家庭、频繁搬家、婚后分居与离婚情况的增多。
1960年，Brian Sutton-Smith将收集到的155个“残忍”笑话分成了杀害友人、亲人、肢解、食人、尸体、野兽、粪便、堕落的父母、对孩子漠不关心、痛苦/疾病/截肢、宗教以及名人这些类型。他写道，在这一时期，对这类笑话尚无固定叫法，对它们的称呼有残忍笑话（Cruel Jokes）、血腥玛丽（Bloody Marys）、仇恨笑话（Hate Jokes）、常春藤联盟笑话（Ivy League Jokes）、施虐狂笑话（Sadist Jokes）、毛骨悚然（Gruesomes）、格里姆塞尔（Grimsels）、恶俗笑话（Sick Jokes）、弗莱迪笑话（Freddie Jokes）、压抑笑话（Depression Jokes）、刻薄鬼笑话（Meanie Jokes）以及恐怖滑稽（Comedy of Horror）。这些被收集起来的笑话似乎发源于1950年代的美国和英国。
Sutton-Smith指出了残忍笑话与小奥黛丽笑话的最主要差别：笑话中的小奥黛丽所遭遇的不幸（被烹煮、被压扁、被弄断，等等）都是意外事故，而在残忍笑话中，令人胆寒的举动都是有意为之。
Roger Abrahams指出，简短的“小品式”笑话类似于给卡通画配的说明文字，并发现部分卡通画配文已经在还是独立的笑话时就已经为人所知了。“儿子，别再踢你妹妹了”——“哦，没关系。她已经死了”，这是一段卡通画配文。“男孩在街上一边踢着一个婴儿一边走着。有个警察走上前去，说：‘你在这儿干什么呢？’——‘我在一边踢婴儿一边走路。’——‘什么？？’——‘哦，没事了，他是个死婴。’”而这则是一个残忍笑话。